# Jules Auguste Lemire

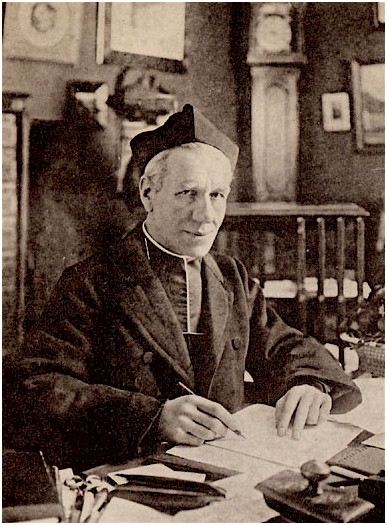
Jules-Auguste Lemire.

Jules-Auguste Lemire (23 de abril de 1853 - 7 de marzo de 1928) fue un abad francés y reformador social.

## Biografía
Lemire nació en la comuna de Vieux-Berquin, en la región francesa del Norte-Paso de Calais. Se educó en el colegio San Francisco de Asís de Hazebrouck, donde posteriormente enseñó filosofía y retórica. En 1897 fue elegido diputado por Hazebrouck y volvió a serlo sin oposición, en las elecciones de 1898, 1902 y 1906. Lemire organizó una sociedad llamada La Ligue du coin de terre et du foyer, cuyo objetivo era garantizar, a expensas del Estado, un trozo de tierra para cada familia francesa.
Lemire se sentó en la Cámara de Diputados como republicano conservador y cristiano socialista. En 1893 protesto enérgicamente contra la acción del gabinete Dupuy de cerrar la Bourse du Travail con la expresión "una política de desprecio hacia los trabajadores".
En diciembre de 1893 fue gravemente herido tras la explosión de una bomba lanzada por el anarquista francés Auguste Vaillant en la Cámara de los Diputados, presidida por Charles Dupuy.